# Pseudotibiozus vulgatus
Pseudotibiozus vulgatus är en mångfotingart som först beskrevs av Carl Oscar von Porat 1888.  Pseudotibiozus vulgatus ingår i släktet Pseudotibiozus och familjen Spirostreptidae. Inga underarter finns listade i Catalogue of Life.